# Single Resolution Mechanism
Het Single Resolution Mechanism (SRM) oftewel Gemeenschappelijk Afwikkelmechanisme (GAM) is een van de pijlers van de Europese bankenunie. Het voorziet in een gemeenschappelijk mechanisme binnen de Europese Unie voor de afwikkeling van banken die in de problemen komen. Het belangrijkste beslisorgaan binnen het SRM is de Single Resolution Board (SRB) oftewel Europese afwikkelingsraad, gevestigd in Brussel, die bestaat sinds 1 januari 2015.
Vanaf 2015 staan 130 grote banken in het eurogebied onder toezicht van de Europese Centrale Bank (ECB). In het geval een bank dreigt om te vallen heeft de SRB te taak dit ordentelijk op te lossen. Ter voorbereiding hebben alle banken een noodplan gemaakt, hierin staat de stappen die genomen moeten worden om uit problemen te komen.
Aandeelhouders en achtergestelde schuldeisers kunnen gedwongen worden mee te werken aan een oplossing. Is dit financieel onvoldoende dan kan bij de afwikkeling van banken, onder voorwaarden, geput worden uit het Single Resolution Fund (SRF) oftewel "gemeenschappelijk afwikkelfonds", dat vanaf 1 januari 2016 gevuld wordt door de banken. Het fonds heeft een beoogd vermogen van 55 miljard euro, een niveau wat over acht jaar zal worden bereikt. De rekening voor de financiële afwikkeling van een failliete bank ligt dan niet meer bij de belastingbetaler.
Het GAM werkt nauw samen met de nationale resolutieraden in het eurogebied. In Nederland is DNB directeur Frank Elderson verantwoordelijk voor de nationale raad. Deze raden doen hetzelfde als de SRB, maar dan voor de kleinere banken die niet onder het toezicht van de ECB vallen.
In 2015 werd Joanne Kellermann bestuurder bij de SRB, ze was tussen 2007 en 2014 directielid bij DNB. Haar termijn liep tot 2020, maar in augustus 2017 besloot ze om persoonlijke redenen eerder te vertrekken. Ze blijft nog een paar maanden aan tot er een opvolger is gevonden. Kellermann is een van de zes bestuursleden bij de SRB. De SRB staat onder leiding van de Duitse Elke König.